# Bozovici
Bozovici (en hongrois : Bozovics) est une commune roumaine du județ de Caraș-Severin.